# Zoho Office
Zoho Office é uma aplicação de escritório online que inclui processador de texto (Zoho Writer), folha de cálculo (Zoho Sheet), apresentações (Zoho Show), bloco de notas (Zoho Notebook), wikis (Zoho Wiki), agenda (Zoho Planner), conversa (Zoho Chat) e email. Para aplicações profissionais o Zoho incluiu aplicações de gestão de projectos, CRM, facturação, conferência e base de dados.